# Distretto di Keçiborlu
Il distretto di Keçiborlu (in turco Keçiborlu ilçesi) è uno dei distretti della provincia di Isparta, in Turchia.